# Mexikói út (stanice metra v Budapešti)
Mexikói út je konečná stanice linky M1 budapešťského metra. Stanice je nejnovější na této lince metra, spolu s přeloženou stanicí Széchenyi fürdő a novým depem metra vznikla až v 70. letech 20. století. V plánu je prodloužení linky severním směrem ze stanice Mexikói út o jednu stanici k železniční stanici Rákosrendező. Stanice leží na křižovatce ulic Mexikói út a Horvát Boldizsár utca v blízkosti velké křižovatky okruhu Hungária körút a výpadovky dálnice M3 ve směru Miskolc. V blízkosti je také železniční trať spojující nádraží Nyugati pályudvar s ostatními nádražími v Budapešti.
U stanice se nachází konečná zastávka tramvají a autobusů.